# Wo Jia
Wo Jia (chiń. 沃甲) albo Qiang Jia (chiń. 羌甲), imię własne Zi Yu – władca Chin z dynastii Shang.
Starożytna chińska kronika Zapiski historyka autorstwa Sima Qiana informuje, wstąpił na tron po śmierci brata Zu Xina. Rządził przez około 25 lat (choć inne źródła podają 20 lat). Otrzymał pośmiertne imię Wo Jia, a jego następcą został jego siostrzeniec Zu Ding. Niewiele wiadomo o szczegółach jego panowania.